# Aprostocetus forsteri
Aprostocetus forsteri är en stekelart som först beskrevs av Walker 1847.  Aprostocetus forsteri ingår i släktet Aprostocetus och familjen finglanssteklar. Arten är reproducerande i Sverige. Inga underarter finns listade i Catalogue of Life.